# Omar Andrés Camacho
Omar Andrés Camacho Morales (Bogotá, 21 de mayo de 1981) es un Licenciado en Física  y activista político colombiano. Desde agosto de 2023 es el Ministro de Minas y Energía de Colombia en el gobierno de Gustavo Petro.

## Biografía
Tras realizar estudios en la Universidad Distrital Francisco José de Caldas, obtuvo el título de  Licenciado en Física y con una maestría en Administración de la Energía y sus Fuentes Renovables (MER-V) del Instituto Tecnológico y de Estudios Superiores de Monterrey, en México.
Siendo universitario, lideró el movimiento estudiantil que exigía educación pública de calidad y la paz, convirtiéndose en el Secretario General de la Federación de Estudiantes Universitarios de Colombia (FEU). Luego hizo parte de distintos comités ciudadanos como el Comité Unidos Revocamos a Peñalosa y de la Mesa Socioambiental de Occidente por la protección de los humedales, al igual que ejerció la vocería de Marcha Patriótica Bogotá. 
Además es docente universitario y columnista de opinión en temas de ciudad, política y transición energética.

## Carrera política
En el año 2018 hizo parte de la lista a la Cámara de Representantes por Bogotá del Partido Comunes, quienes recientemente habían firmado el Acuerdo Final de Paz e invitaron a distintos sectores de la sociedad que apoyaron los diálogos de paz, para conformar sus listas al Congreso de la República. Al no salir elegido, Camacho continuó su activismo político en el partido Colombia Humana y en la coalición Pacto Histórico, en el que su nombre alcanzó a sonar como candidato al Concejo de Bogotá para el año 2023.[cita requerida]

### Gobierno Petro
Hizo parte del equipo programático para la propuesta de Transición Energética y en el equipo de empalme componente energía para la llegada del Presidente Gustavo Petro.
En el gobierno Petro fue inicialmente asesor y más tarde designado como presidente de la Agencia Nacional de Hidrocarburos. Sin embargo, no llegó a posesionarse debido a que el presidente Petro lo designó como Ministro de Minas y Energía tras el anuncio de la salida de Irene Vélez Torres.

## Reconocimientos
En el año 2014, obtuvo el Premio Fabio Chaparro del Grupo de Energía de Bogotá en su VIII versión, en la categoría Pregrado de ese mismo año con el tema "Evaluación del uso de Sincrofasores para el cálculo de distancia a falla en líneas radiales de transmisión de energía eléctrica". Este reconocimiento se entrega anualmente a las mejores investigaciones relacionadas con el sector energético, en los países en el que el Grupo tiene presencia.[cita requerida]